# John Schehr

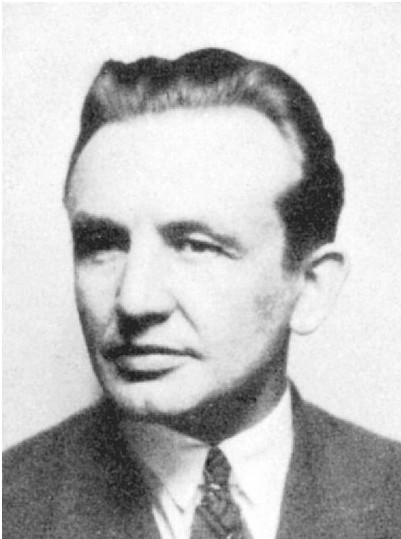
John Schehr (ohne Datum)

John Schehr (* 9. Februar 1896 in Altona; † 1. Februar 1934 in Berlin) war ein deutscher Politiker der Kommunistischen Partei Deutschlands (KPD) in der Weimarer Republik. Schehr war Stadtverordneter in Altona und wenige Wochen Mitglied des Preußischen Landtags bis zu seiner Wahl in den Reichstag im Juli 1932. Er war an der innerparteilichen Wittorf-Affäre beteiligt, die für Ernst Thälmann zum kurzzeitigen Ruhelassen seines Parteivorsitzenden-Amtes führte. Nach der Verhaftung Thälmanns durch die Nationalsozialisten im Frühjahr 1933 wurde er durch die Komintern zum neuen Vorsitzenden der KPD erklärt. Schehr wurde im November 1933 ebenso verhaftet und wenige Wochen später ermordet.

## Leben
John Schehr, der aus einer Arbeiterfamilie stammte und eine Schlosserlehre absolvierte, trat 1912 in die SPD und ein Jahr später in die Transportarbeitergewerkschaft ein. Sein Arbeitsplatz befand sich am Hamburger Hafen. Dort lernte er Ernst Thälmann kennen. Im Jahre 1917 trat er der USPD und 1920 der VKPD bei. Zu dieser Zeit trat fast die ganze Hamburger USPD zur KPD über, was auch auf das Agitationsvermögen Thälmanns zurückzuführen war.
Nach einer wechselvollen Parteikarriere, die ihn 1928 im Zusammenhang mit der Wittorf-Affäre bis an den Rand des Parteiausschlusses brachte, wurde Schehr 1929 Mitglied des Zentralkomitees (ZK) der KPD – seit 1925 war er bereits Kandidat für das ZK – und 1932 Mitglied des Preußischen Landtags. Von Juli des gleichen Jahres bis 1933 war er außerdem Mitglied des Reichstages. Ab 1930 war er Politischer Leiter des KPD-Bezirks Niedersachsen. Mitte 1932 wurde er zum Vollmitglied des ZK kooptiert, zudem wurde er Sekretär des ZK sowie Mitglied des Politbüros. Am 7. Februar 1933 nahm Schehr an der illegalen Tagung der KPD im Sporthaus Ziegenhals bei Berlin teil.
Am 3. März 1933 wurde Ernst Thälmann, bis dahin Parteivorsitzender der KPD, im Rahmen der Repressionsmaßnahmen und Fahndungen nach dem Reichstagsbrand verhaftet. Daraufhin übertrug die Kommunistische Internationale den Parteivorsitz und somit die Leitung der im Untergrund arbeitenden KPD auf Thälmanns Stellvertreter John Schehr.

## Verhaftung und Ermordung
Schehr wurde am 13. November 1933 infolge des Verrats durch den Gestapo-Lockspitzel Alfred Kattner verhaftet und in das KZ Columbiahaus gebracht, wo er sich trotz schwerer Folterungen konsequent weigerte, Angaben über Personen und Ereignisse des konspirativen Kampfes zu machen. Am 1. Februar 1934 ließ die KPD-Führung den inzwischen enttarnten Kattner, der als Kronzeuge im geplanten Prozess gegen Thälmann aufgebaut wurde, in Nowawes ermorden. Noch in der Nacht vom 1. auf den 2. Februar 1934 übte die NS-Führung Rache, indem John Schehr und drei weitere Kommunisten – Eugen Schönhaar, Rudolf Schwarz und Erich Steinfurth – am Berliner Kilometerberg „auf der Flucht erschossen“ wurden. Den für die Ausführung der Morde verantwortlichen Polizeikommissar Bruno Sattler verurteilte die DDR-Justiz 1952 zu lebenslangem Zuchthaus.

## Ehrungen

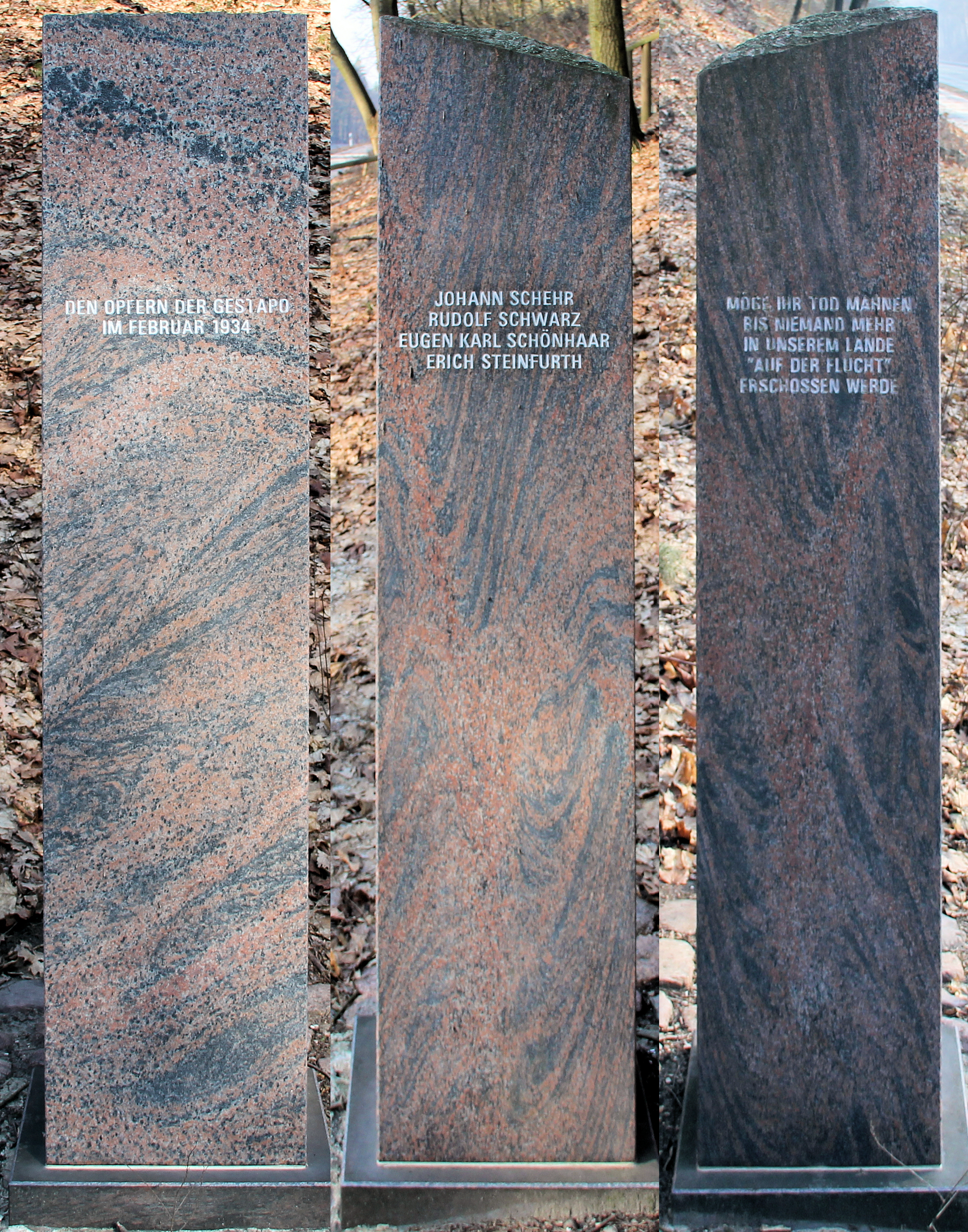
Gedenkstein Königstraße, Berlin-Wannsee

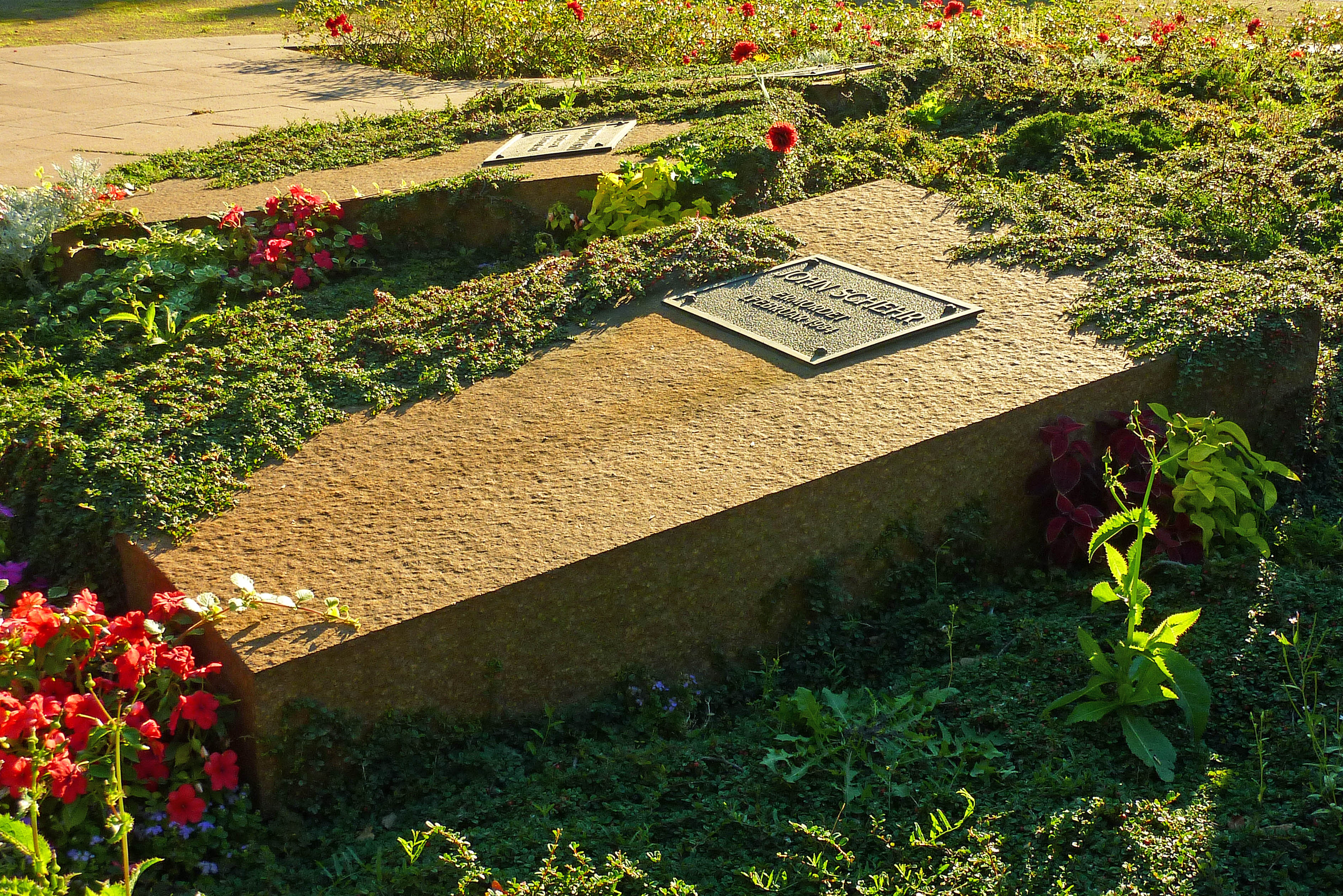
Grabstein in der Gedenkstätte der Sozialisten in Berlin-Lichtenberg

### Gedicht Weinerts
Noch im gleichen Jahr gedachte der Schriftsteller Erich Weinert mit seinem Gedicht John Schehr und Genossen des Meuchelmordes der Gestapo. Eine Strophe des Gedichtes lautet:
Sie schleppen sie in den dunklen Wald.
Und zwölfmal knallt es und widerhallt.
Da liegen sie mit erloschenem Blick,
jeder drei Nahschüsse im Genick,
John Schehr und Genossen.

### Ehrengrab
1954 wurden Schehrs sterbliche Überreste aus Marzahn auf den Zentralfriedhof Friedrichsfelde überführt und an einem Ehrenplatz im Mittelrondell der Gedenkstätte der Sozialisten beigesetzt. Die Urnen von Rudolf Schwarz, Erich Steinfurth und Eugen Schönhaar wurden wenige Meter daneben in der Ringmauer der Gedenkstätte eingemauert.

### Post der DDR
Die Deutsche Post der DDR gab 1976 zu seinen Ehren eine Sondermarke in der Serie Persönlichkeiten der deutschen Arbeiterbewegung heraus.

### Benennungen
In der DDR erfolgten zahlreiche Ehrungen John Schehrs, z. B. wurden Straßen, Einrichtungen und Gebäude nach ihm benannt. Diese Namensgebungen wurden mittlerweile zum Teil wieder rückgängig gemacht. 
In Berlin-Prenzlauer Berg, Erfurt-Krämpfervorstadt, Halle (Saale)-Radewell, Neubrandenburg, Pasewalk, Teltow, Rostock, Weißenfels, Riesa, Wurzen und Lauchhammer sind aber noch immer Straßen nach John Schehr benannt.
In Meißen wurde die Jugendherberge in der Wilsdruffer Straße 28 nach John Schehr benannt.
1966 erhielt ein Frachtschiff der Deutschen Seereederei der DDR den Namen John Schehr. Außerdem führte die zweitgrößte Yacht – eine 130-Quadratmeter-Spreizgaffelketsch – der „GST-Hochsee-Yachten-Station“ in Greifswald-Wieck, der späteren GST-Marineschule „August Lütgens“, die dort von 1954 bis 1960 für den GST-Seesport im Einsatz war, den Namen Jonny Schehr.

### Denkmäler
In der ehemaligen Steigerkaserne am Drosselberg in Erfurt kann man noch heute einen John-Schehr-Gedenkstein sehen, eingefasst in einem kleinen Ehrenhain, gleich rechts hinter dem Eingangsgebäude. Allerdings wurden die Gedenkworte herausgemeißelt, so dass diese heute nur noch in Ansätzen lesbar sind. In der Kaserne trug das hier stationierte MotSchützenRegiment 24 den Ehrennamen „John Schehr“.
Seit 1992 erinnert in Berlin in der Nähe des Reichstags eine der 96 Gedenktafeln für von den Nationalsozialisten ermordete Reichstagsabgeordnete an Schehr. 
Am Kilometerberg befindet sich ein Gedenkstein für John Schehr und die anderen Widerstandskämpfer, die hier 1934 „auf der Flucht erschossen“ wurden. Seit 1954 finden dort Gedenkveranstaltungen für die vier Widerstandskämpfer statt.